# 长苞刺蕊草
长苞刺蕊草（学名：Pogostemon chinensis），为唇形科刺蕊草属下的一个植物种。